# Poolcirkel

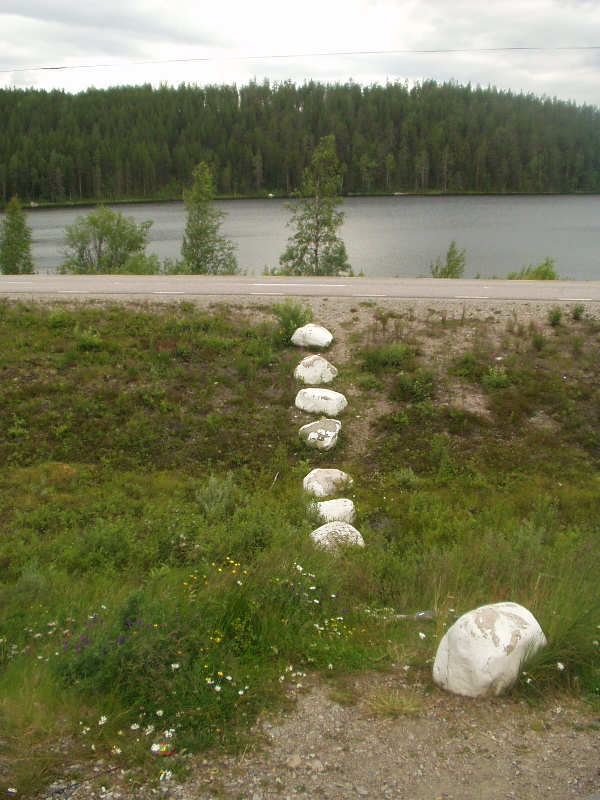
De poolcirkel aangegeven met stenen.
Even ten zuiden van Jokkmokk (Zweden)

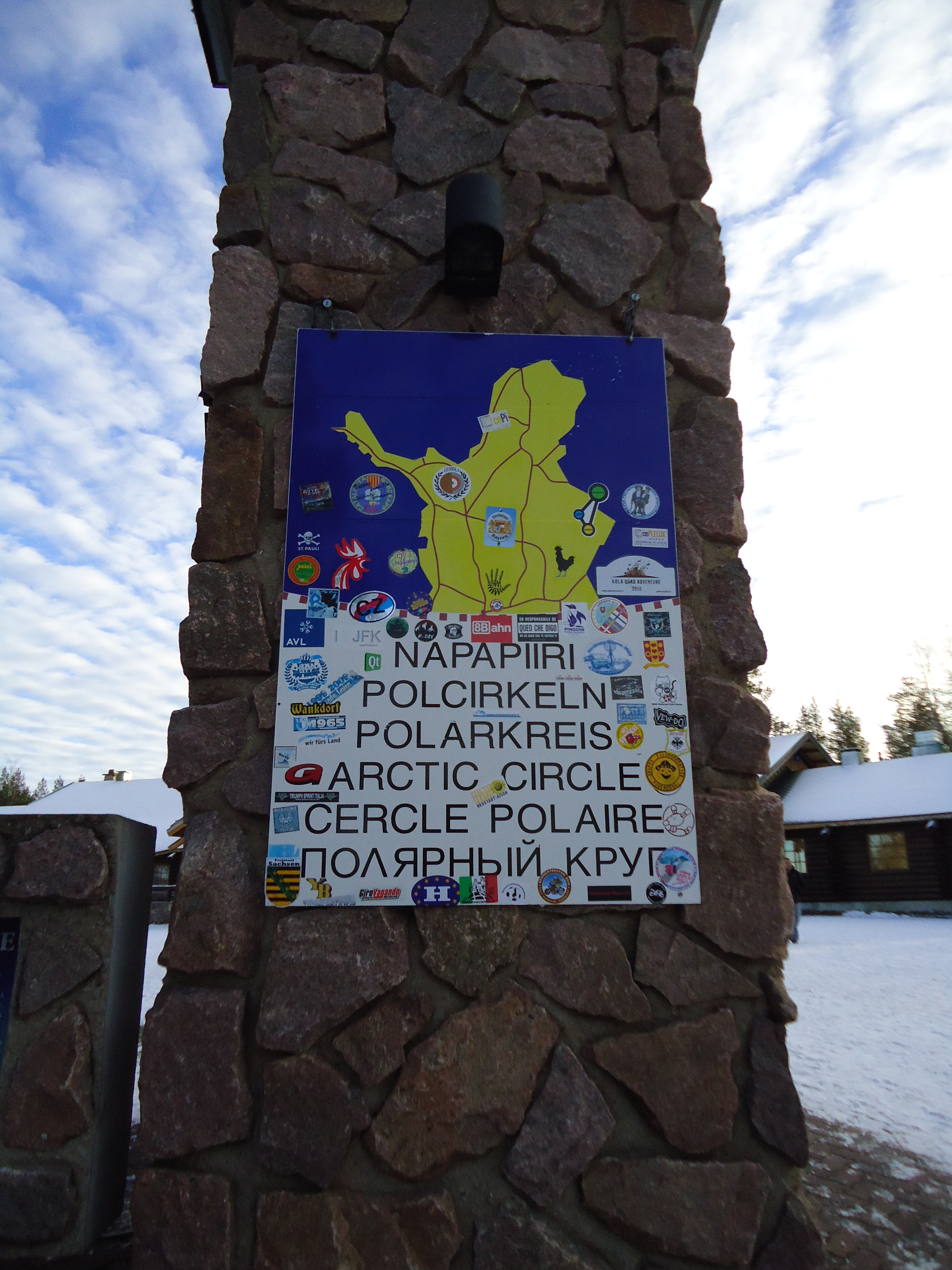
Een bord bij de poolcirkel in Rovaniemi, Finland

De poolcirkels zijn bijzondere parallellen op ongeveer 66°34' of 66,56° NB en ZB. Binnen de poolcirkels komt de zon minimaal één dag per jaar niet op en gaat de zon minimaal één dag per jaar niet onder. Het aantal dagen per jaar dat de zon niet opkomt of niet ondergaat, wordt groter naarmate men vanaf de poolcirkels in de richting van de polen gaat. Er is een Noord- en een Zuidpoolcirkel. Precies op de geografische Noordpool en de geografische Zuidpool gaat de zon tijdens de pooldag een half jaar niet onder en komt hij tijdens de poolnacht een half jaar niet op.
Doordat de axiale variatie van de aarde niet constant is, varieert de uiterste plaats waar de zon een dag per jaar niet ondergaat volgens de Milanković-parameters met een periode van 41.000 jaar tussen de 65,5 en 68°. Het laatste minimum was 10.700 jaar geleden op 65,6° en het volgende maximum ligt over 9800 jaar op 67,4°.
Op Grímsey in IJsland markeert een stenen bol hoe de poolcirkel beweegt.

De rode lijnen geven de poolcirkels aan.